# Полянський Сергій Володимирович
Сергій Володимирович Поля́нський (нар. 11 жовтня 1977, Смолява) – український географ, кандидат географічних наук, доцент кафедри фізичної географії Волинського національного університету імені Лесі Українки. Дослідження вченого стосуються конструктивної географії, фізичної географії, ґрунтознавства, меліоративної географії, гідрології, гідроекології, геоекології, раціонального використання природних ресурсів, геоінформаційних систем у ґрунтознавстві та географії.

## Біографія
Народився у селі Смолява Луцького району  Волинської області. Після закінчення у 1992 р.  Смолявської школи І-ІІІ ступенів продовжив навчання у Лобачівській ЗОШ.
У 1994 р. вступив на географічний факультет Волинського державного університету імені Лесі Українки, який закінчив у 1999 р.
З серпня 1999 р. до жовтня 2006 р. працював учителем географії в Смолявській ЗОШ І-ІІ ступенів.
У 2001 р. зарахований пошукувачем на кафедру фізичної географії Волинського державного університету імені Лесі Українки.
З жовтня 2006 р. і до теперішнього часу викладач кафедри фізичної географії Волинського національного університету імені Лесі Українки: з 2006 р. до 2014 р. – асистентом, з 2014 р. до 2015 р. – старшим викладачем, з 2015 р. до 2016 р. – перебував на посаді доцента, з 2016 р. – доцент кафедри фізичної географії.

## Наукова діяльність
У жовтні 2013 р., працюючи асистентом кафедри фізичної географії, захистив у Львівському національному університеті ім. Івана Франка кандидатську дисертацію на тему: «Конструктивно-географічний аналіз та оцінка стану меліорованих агроландшафтів Волинської області».
Кандидат географічних наук (2013 р.), доцент (2016 р.).
Член Українського географічного товариства (Волинське обласне відділення) (з 2009 р.).
Член Товариства ґрунтознавців та агрохіміків України (з 2011 р.)

## Основні праці
- Полянський С. Використання осушених торфових ґрунтів Копаївської осушувальної системи. Вісн. Львів. ун-у. Серія географічна. Л. : Львів. нац. ун-т ім. І. Франка. 2004. Вип. 30. С. 256–265.
- Полянський С. В. Родючість і охорона гідроморфних грунтів. Фізична географія та геоморфологія : міжвід. наук. зб. К., 2004. Вип. 46, т. 2. С. 197–211.
- Полянський С. В. Система заходів по захисту торфових ґрунтів від пірогенної деградації. Наук. зап. Терноп. держ. пед. ун-ту. Серія: Географія. Т. : Терноп. держ. пед. ун-т, 2006. № 1. С. 170–176.
- Полянський С. В. Рівні залягання ґрунтових вод та режим вологи в осушених торфових ґрунтах (на прикладі Копаївської осушувальної системи). Волинь очима молодих науковців: минуле, сучасне, майбутнє : матеріали другої міжнар. наук.-практ. конф. асп. та студ. Луцьк : ВНУ ім. Лесі Українки, 2008. Т. 2. С. 252–254.
- Полянський С. В., Колошко Л. К. Ерозійно-акумулятивні процеси у басейні річки Гнила Липа Горохівського району. Природа Західного Полісся та прилеглих територій : зб. наук. пр. / відп. ред. Ф. Зузук. Луцьк, 2009. № 6. С. 111–115.
- Полянський С. В., Князькова Т. О. Оцінка ефективності використання і збереження земельних ресурсів Волинської області. Економічні науки. Серія: Економічна теорія та економічна історія : зб. наук. пр. Луцьк : Луцький нац. техн. ун-т., 2011. Вип. 8. С. 347–357.
- Фесюк В. О., Полянський С. В. Екологічний стан осушувальних систем долини р. Прип'ять. Гідрологія, гідрохімія, гідроекологія : наук. зб. К., 2010. Т. 2. С. 199–209.
- Полянський С. В. Аналіз впливу ерозійноакумулятивних процесів на стан р. Луга. Наук. вісн. Чернів. ун-ту : зб. наук. пр. Чернівці: Чернів. ун-т., 2012. Вип. 633/634: Географія. С.49–53.
- Полянський С. В. Гідроморфні антропогенно-трансформовані ґрунти Волинської області. Природа Західного Полісся та прилеглих територій : зб. наук.пр. / за заг. ред. Ф. Зузука. Луцьк: Східноєвроп. Нац. ун-т ім. Лесі Українки, 2013. № 10. С. 35–42.
- Полянський С. В. Конструктивно-географічний аналіз та оцінка стану меліорованих агроландшафтів Волинської області: дис. канд. геогр. наук: 11.00.11; Східноєвропейський нац. ун-т ім. Лесі Українки. Луцьк, 2013. – 240 с.
- Полянський С. В. Ренатуралізація меліорованих гідроморфних ґрунтів Шацького району. Природа Західного Полісся та прилеглих територій : зб. наук. пр. / за заг. ред. Ф. Зузука. Луцьк : Східноєвроп. Нац. ун-т ім. Лесі Українки, 2014. № 11. – С. 69–74.
- Нетробчук І. М. Фізична географія України : практикум для лабораторних занять [студ. географ. ф-ту] / Ірина Марківна Нетробчук, Сергій Володимирович Полянський. Луцьк : ПП Іванюк В. П., 2015. – 140 с.
- Нетробчук І. М. Фізична географія України : практикум для самостійних та індивідуальних занять [студ. географ. ф-ту] / Ірина Марківна Нетробчук, Сергій Володимирович Полянський. Луцьк : ПП Іванюк В. П., 2015. − 58 с.: ілюстр. (карти).
- Полянський С. В. Ґрунтознавство з основами географії ґрунтів : понятійно-термінологічний словник. Луцьк : Вежа-Друк, 2015. 156 с. ISBN 978-617-7272-64-8.
- Полянський С. В. Ґрунти Волинської області та рекомендації щодо їх використання. Сучасний екологічний стан та перспективи екологічно безпечного стійкого розвитку Волинської області : колективна монографія / В. О. Фесюк. С. О. Пугач, А. М. Слащук [та ін.]; за ред. В. О. Фесюка. Київ : ТОВ «Підприємство ВІ ЕН ЕЙ», 2016. С. 152–161.
- Полянський С. В. Агроекологічний стан ґрунтового покриву еталонних осушувальних систем у басейні р. Прип’ять. Наукові записки Тернопільського національного педагогічного університету імені Володимира Гнатюка. Географія. Тернопіль : СМП «Таір», 2016. №1 (36). С. 173–179. ISSN 2311-3383.
- Чижевська Л. Т., Полянський С. В. Методика геоекологічної оцінки Шацького району. Природа Західного Полісся та прилеглих територій : зб. наук. пр. / за заг. ред. Ф. В. Зузука. Східноєвропейський національний університет імені Лесі Українки. Луцьк, 2017. № 14. С. 38–41.
- Полянський С. В., Скаржинець К. В. Географічна оцінка сучасного стану басейну р. Іква (Рівненська область). Природа Західного Полісся та прилеглих територій : зб. наук. пр. / за заг. ред. Ф. В. Зузука. Луцьк : Східноєвропейський національний університет імені Лесі Українки. Луцьк, 2018. № 15. С. 48–53.
- Методичні рекомендації до виконання лабораторних робіт студентам денної та заочної форми навчання / уклад. Сергій Володимирович Полянський. – Луцьк : ПП Іванюк В. П., 2018. – 109 с.
- Навчально-методичні рекомендації до виконання самостійної роботи з нормативної навчальної дисципліни «Фізична географія материків і океанів» для студентів географічного факультету зі спеціальностей 106 Географія (освітня програма: Фізична географія), 103 Науки про Землю (освітня програма: Гідрологія), 014 Середня освіта (освітня програма: Географія. Економіка) / Н. А. Тарасюк, З. К. Карпюк, С. В. Полянський. – Луцьк : [б. в.], 2018. – 48 с.
- Полянський С. В., Полянська Т. С., Снитюк Д. О. Сільськогосподарські земельні ресурси та їх динаміка і структура використання у Волинській області. Природа Західного Полісся та прилеглих територій : зб. наук. пр. / за заг. ред. Ф. В. Зузука. Луцьк : Східноєвропейський національний університет імені Лесі Українки. Луцьк, 2019. № 16. С. 138–143.
- Полянський С. В. Меліорація і рекультивація земель. Методичні рекомендації до виконання практичних робіт. – Луцьк : ПП Іванюк В. П., 2019. – 75 с.
- Fesyuk V. O., Moroz A. I., Chyzhevska L. T., Karpiuk Z. K., Polianskyi S. V. Burned peatlands within the Volyn region : state, dynamics, threats, ways of further use. Journal of Geology, Geography and Geoecology. 2020. Vol. 29, No 3. Р. 483–494. DOI : https://doi.org/10.15421/112043
- Фесюк Василь, Полянський Сергій, Гловацька Ірина. Заходи поліпшення екологічного стану Люблинецької ОТГ. Наукові записки Тернопільського національного педагогічного університету імені Володимира Гнатюка. Географія. Тернопіль : СМП «Тайп», 2020. № 2 (49). С. 165–173. DOI : https://doi.org/10.25128/2519-4577.20.1.17
- Полянський С. В., Полянська Т. О., Свередюк Н. В. Заходи покращення геоекологічного стану басейну річки Турія. International scientific and practical conference «The European potential for development of natural science» : conference proceedings, November 27–28, 2020. Lublin : Izdevnieciba «Baltija Publishing», 2020. Р. 146–150. DOI https://doi.org/10.30525/978-9934-26-006-3-37
- Полянський С. В., Полянська Т. О., Свередюк Н. В. Аналіз структури використання земельних ресурсів Волинської області. Економічні науки: зб. наук. пр. Луцького національного технічного університету. Регіональна економіка. Луцьк : ІВВ Луцького НТУ, 2020. Вип. 17 (67). С. 184–194.
- Петлін В. М., Міщенко О. В., Полянський С. В., Тарасюк Н. А. Навчальна професійно-орієнтована практика. Методичне видання для студентів географічного факультету напряму підготовки бакалавр, денної форми навчання. Луцьк: ПП Іванюк В. П., 2020. – 17 с.
- Меліоративна географія: методичні рекомендації до виконання практичних робіт студентам денної та заочної форм навчання уклад. Сергій Володимирович Полянський. – Луцьк : ПП Іванюк В. П., 2020. – 100 с.
- Ґрунтознавство з основами географії ґрунтів: курс лекцій для студентів денної та заочної форм навчання уклад. Сергій Володимирович Полянський. – Луцьк : ПП Іванюк В. П., 2020. – 123 с.
- Полянський С. В., Полянська Т. О. Стан ґрунтового покриву Копаївської осушувальної системи (Волинської області) // International scientific and practical conference «Ideas and innovations in natural sciences»: conference proceedings, March 12–13, 2021. Lublin: Izdevnieciba «Baltija Publishing», 2021. Р.160–164. DOI https://doi.org/10.30525/978-9934-26-006-3-37
- Fesyuk V., Moroz I., Kirchuk R., Polianskyi S., Fedoniuk M. Soil degradation in Volyn region: current state, dynamics, ways of reduction. Journal of Geology, Geography and Geoecology. 2021. Vol. 30. No 2. Р. 492–500. DOI : 10.15421/112121.
- Фесюк В. О., Полянський С. В., Гуда В. В. Поліпшення екологічного стану Теремнівських ставків. Наукові записки Тернопільського національного педагогічного університету імені Володимира Гнатюка. Географія. 2021. № 1 (50). С. 134–141. DOI : https://doi.org/10.25128/2519-4577.21.1.16.
- Полянський С. В. Ґрунтознавство з основами географії ґрунтів [Текст]: понятійно-термінологічний словник / уклад. Сергій Володимирович Полянський. – Луцьк : ПП Іванюк В. П., 2021. – 183 с.
- Фесюк В. О., Полянський С. В., Копитюк Т.О. Методика та практична імплементація застосування даних ДЗЗ для моніторингу евтрофікації водойм (на прикладі Турського озера) Наукові записки Тернопільського національного педагогічного університету ім. Володимира Гнатюка. Сер. Географія. Тернопіль: Тайп, 2022. Вип. 1. (52). 159–166. DOI : https://doi.org/10.25128/2519-4577.22.1.20